# Robert Keith
Robert Murray Keith (starszy) (ur. 1697, zm. w 1774) - szkocki arystokrata, brytyjski polityk i dyplomata żyjący w XVIII wieku. W latach 1748–1757 piastował godność brytyjskiego ambasadora w Austrii. Jego synem i również ambasadorem w Wiedniu był Robert Murray Keith młodszy.
W roku 1758 przeniesiono go na ambasadę  do Petersburga. Był na dworze rosyjskim latem 1762 roku, gdy Katarzyna Wielka, zamykając w więzieniu, swego męża Piotra III, koronowała się na carycę. Keith zmarł w Edynburgu w roku 1774. 
Pierwsza część pierwszego tomu Memoirs and Correspondence Sir Roberta Murraya Keitha juniora (wydane przez wydawnictwo Mrs. Gillespie Smyth  - London, 1849 w dwóch tomach), zajmuje korespondencja ojca.